# Rettersen
Rettersen é um município localizada no distrito de Altenkirchen, na associação municipal de Verbandsgemeinde Altenkirchen, no estado da Renânia-Palatinado.

## População
| - 1815 – 84 - 1835 – 132 - 1871 – 157 - 1905 – 182 - 1939 – 175 | - 1950 – 202 - 1961 – 191 - 1970 – 219 - 1987 – 240 - 2005 – 382 |